# No eres Yelp (episodio de South Park)
«No eres Yelp» («You're Not Yelping» como título original)  es el cuarto episodio de la decimonovena temporada de la serie animada South Park, y el episodio número 261 en general, escrito y dirigido por el cocreador de la serie Trey Parker. El episodio se estrenó en Comedy Central el 14 de octubre de 2015 en Estados Unidos, El episodio parodia principalmente las reseñas de la popularidad Yelp de restaurantes.

## Argumento
En el episodio anterior, la cadena de supermercados "Whole Foods Market", se había instalado una sucursal en la ciudad de South Park, junto con restaurantes y tiendas de artículos menores de la misma cadena en el nuevo distrito llamado "Historic Shi Tpa Town" (pronunciado: "Histórica Palte de Mielda" en acento chino).
Randy y Gerald se dirigen a un nuevo restaurante, al ver que las mesas están ocupadas, ambos tendrán que esperar 30 minutos hasta que se desocupe una mesa, pero Gerald se hace pasar por un crítico de Yelp para ocupar una mesa de manera inmediata, mientras tanto, Cartman en un restaurante mexicano llamado "Nueva Familia", también se hizo pasar por un crítico de Yelp con el fin de obtener comida gratis, un chico llamado David quien trabaja en ese restaurante no le agrada la actitud de Cartman porque él quería llamarle "Dah-Veed" debido a que así se pronuncia, su padre que es dueño del restaurante le menciona que lo pronuncie así por el temor de que Cartman le ponga una mala calificación, luego una pareja que llega al local también dicen ser revisores de Yelp para dirigirse a una mejor mesa, Cartman se sorprende en ver a David en la primaria de South Park como nuevo alumno, diciendo que había calificado con 2 estrellas al restaurante porque la comida le hizo daño en el estómago, pero Eric insiste en pronunciar "Dah-Veed" y el chico se niega, y eso provocaría que le restaran 1 estrella al restaurante de sus padres, luego, en la cafetería de la escuela, Cartman continúa haciéndose pasar como crítico de Yelp, que en vez de pedir comida en la cafetería, pidió comida del restaurante asiático "City Wok" del Sr. Tuong Lu Kim, también amenazado de recibir una sola estrella por demorarse en la entrega, esa actitud tampoco le agradan sus amigos debido a que Eric no es un Yelper.
Nuevos críticos de Yelp cada día van aumentando, hasta que en el restaurante "Whistlin' Willy's" (en español: "Willy el silbador") estaba lleno de clientes yelpers, donde Willy (dueño del restaurante) también se vio amenazado de ser calificado con una sola estrella por la exigencia de una familia, luego llega otro cliente también crítico culinario Yelp a solicitar una mesa en un sitio especial, pero Willy se fastidió de todo esto y de inmediato, procede a sacar a todos los críticos Yelp de su restaurante en tono malsonante, ya que muchos fingieron ser críticos incluido Gerald, El Sr. Lu Kim y el propietario del restaurante mexicano "Nueva Familia" se alegraron al ver que los Yelpers han sido derrotados por Willy, y a partir de ahora los restaurantes prohíben la entrada de los críticos de Yelp, después, Eric Cartman se entera de que ya nadie les importa las reseñas Yelp y se mostró frustrado al ver que los restaurantes ya no aceptan Yelpers, sin embargo, Eric hace una convocatoria a todos los críticos culinarios alrededor de su casa y observó que hay alrededor del millón de personas, el tema se trataba de que a los Yelpers les están investigando porque mientras haya más críticos, es muy difícil saber quien es el verdadero crítico culinario y propone elegir un líder para recuperar el poder de los Yelpers, entonces los miembros Yelp se dirigen a destruir cada restaurante y en especial a "Whistlin' Willys" para agredir al dueño del negocio por el mal trato recibido, Cartman se convirtió en el nuevo crítico de Yelp obteniendo lo que se merecía, ahora todos los revisores Yelp furiosos arman una guerra en todo el distrito exigiendo trato especial en cada restaurante, pero varios han cerrado sus puertas, en especial, "Nueva Familia" donde David quien laboraba en el negocio, planea desafiar al líder de los Yelpers.
Luego Kyle se une a David para frenar a los revisores Yelp de seguir comandando los restaurantes pero tuvieron una mejor idea, al final, todos fueron nombrados críticos culinarios en la alcaldía del estado de Colorado obteniendo una placa dorada que servirá para identificarse, después, los propietarios de cada restaurantes reabrieron sus puertas para recibir a los nuevos críticos culinarios a ser bien tratados, la idea de David y Kyle era avisar a los propietarios de cada restaurante que las comidas sean servidas con toques de secreciones corporales, los críticos no se daban cuenta de esto, lo tomaron como un sabor normal e incluso Cartman se comió un burrito relleno de semen hecho por el papá de David que prometió llevarle todos los días.

## Recepción
Max Nicholson de IGN calificó al episodio un 6,0 sobre 10, y comentó: "mientras Eric Cartman y su legión de críticos gastronómicos ofreció un puñado de risas desde el principio,'You're Not Yelp' no ha mostrado ser un episodio que digamos ser chistoso". "Chris Longo del sitio Den of Geek calificó un 2.5 de 5 estrellas, que resume: "Después de tres episodios fuertes, 'You're Not Yelp' obtiene la calificación más baja por lo que yo estoy empezando a pensar que somos golpeados en un punto de saturación con el espectáculo tirando en Cartman señalando y riéndose de las minorías ".
En julio de 2016 este episodio recibió una nominación al Emmy por Mejor Programa Animado de Larga Duración